# Portals Nous
Portals Nous ist ein Ort auf der spanischen Baleareninsel Mallorca. Der Ort befindet sich im Südwesten der Insel, in der Region des Pariatge und liegt direkt am Meer. Er gehört zur Gemeinde Calvià und hatte im Jahr 2011 2676 Einwohner.

## Tourismus
Mit 1534 Fremdenbetten im Jahr 2010 gehört Portals Nous zu den kleineren Urlaubsorten auf Mallorca. Der Ort selbst hat eine gemischte Struktur und wird besonders von spanischen, britischen, deutschen und schwedischen Residenten bewohnt. Unterhalb des Ortes befindet sich der Hafen Puerto Portals. Dieser wurde 1986 errichtet und bis 2020 erweitert. Dazu gehören die Flaniermeile Marina Portals mit exklusiven Geschäften und Gastronomiebetrieben sowie eine Tiefgarage.

## Strand
Der Strand von Portals Nous, die Platja de l'Oratori, befindet sich in einer felsigen Bucht, die durch den Hafendamm auf der einen Seite und durch eine Felsnase auf der anderen Seite begrenzt wird. Auf dem Fels oberhalb des Strandes befindet sich eine Aussichtsplattform mit Überblick über die benachbarten Buchten.
In ca. 300 Meter Entfernung ist dem Strand eine etwa 100 Meter breite namenlose Felseninsel vorgelagert. Bedingt durch die vorgelagerte Insel herrscht im mittleren Bereich des Badestrandes ein geringer Wellengang, der auch durchschnittlichen Schwimmern längeres Schwimmen im Meer oder zur Insel ermöglicht. Es existiert noch ein weiterer, wesentlich kleinerer Badestrand, der den Namen Platja de Portals Nous trägt. Südwestlich von Puerto Portals befindet sich ein weiterer kleiner Strand und daneben eine große Sportanlage mit sieben Tennisplätzen und weiteren Sportstätten.

## Verkehr
Seit März 2007 ist die Autopista Ma-1 von Andratx nach Palma fertiggestellt. Diese Regionalautobahn führt am Ort vorbei, so dass es eine schnelle Verbindung in die Inselhauptstadt gibt. Das Zentrum von Palma ist etwa 12 Kilometer, das von Andratx etwa 20 Kilometer entfernt.

## Persönlichkeiten
- Portals Nous war der Alterswohnsitz des dort 2008 verstorbenen deutschen Umwelt- und Landschaftskünstlers Herman Prigann.

## Galerie

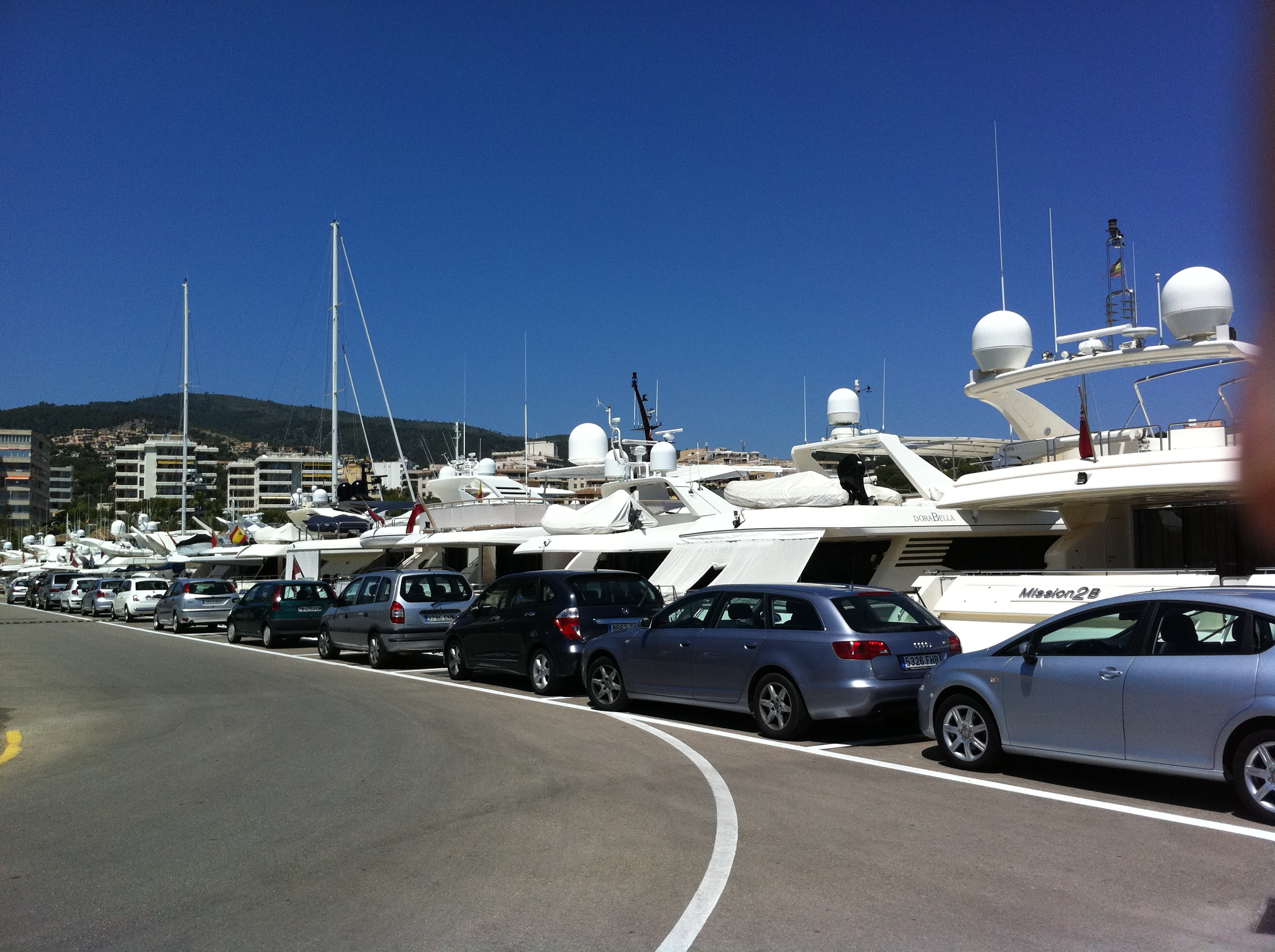
Luxusyachten im Hafen von Portals Nous
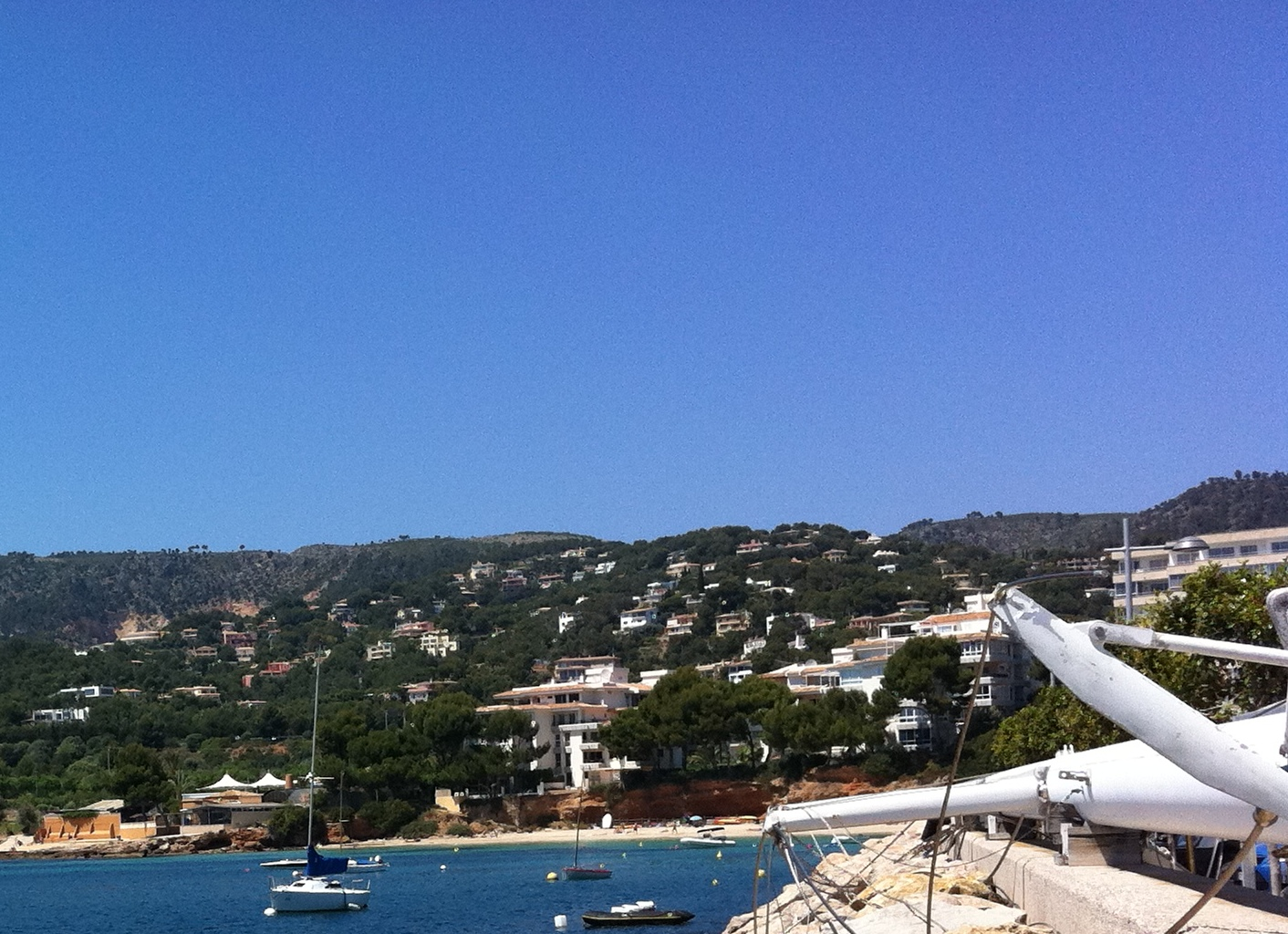
Ferienhäuser in Portals Nous
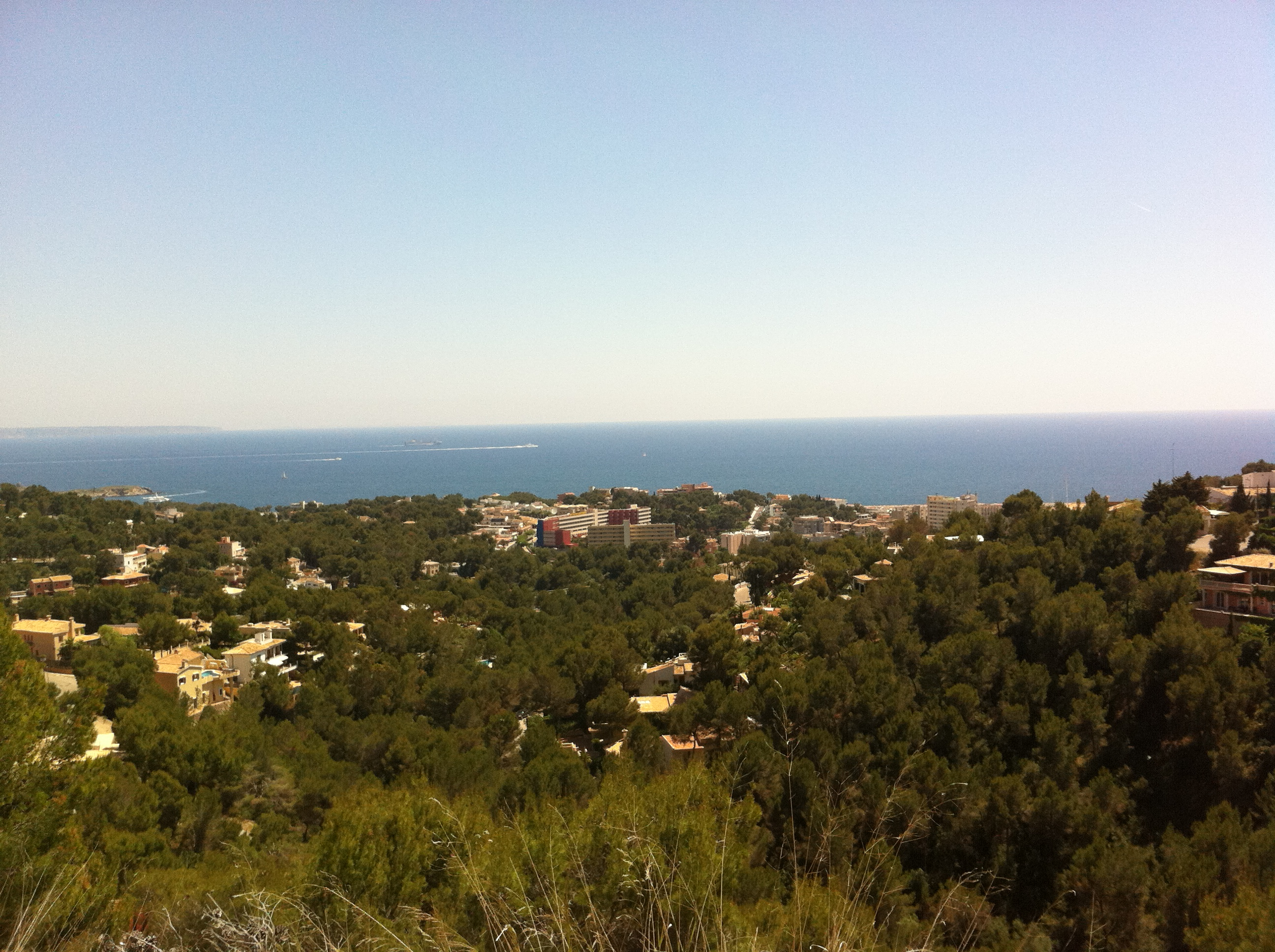
Wald, sowie eine Mischung aus Ferienhäusern und großen Touristenhotels